# Удар головой (фильм)
«Удар головой» (фр. Coup de tête) — французская кинокомедия 1979 года, снятая режиссёром Жан-Жаком Анно по сценарию Франсиса Вебера. Пятый фильм, в котором присутствует персонаж Франсуа Перрен и первый из трёх, в которых его играет не Пьер Ришар (вторым стал «Говорите, мне интересно», а третьим—Ягуар).

## Сюжет
Франсуа Перрен (Патрик Девер), фабричный рабочий, играет в футбол в местной любительской команде, в клубе, принадлежащем состоятельному бизнесмену Сивардье и совладельцу фабрики, на которой работает Перрен и большая часть населения города Тринкампа. У Перрена довольно плохой, задиристый характер, который никому не нравится. Как-то на тренировке Перрен сбивает с ног Бертье, местную звезду и капитана команды. Тот требует исключения Перрена из команды. Вскоре после этого Перрена также увольняют с работы, и весь город настроен против него; Перрену даже запрещают заходить в местный бар.
Когда одной из ночей пьяный Бертье пытается изнасиловать женщину, Перрен случайно оказывается на месте происшествия — и попадает в тюрьму как главный подозреваемый. Два месяца спустя команда Тринкампа должна играть важный матч на Кубке Франции, но автобус, перевозивший игроков, попадает в аварию. Перрена выпускают из тюрьмы, чтобы тот помог команде. Забив два гола, Перрен приносит команде победу, становясь героем города. Воспользовавшись неожиданной славой победителя, он решает отомстить настоящему насильнику.

## В ролях
| Актёр          | Роль           |
| -------------- | -------------- |
| Патрик Девер   | Франсуа Перрен |
| Френс Дуньяк   | Стефани        |
| Жан Буиз       | Сивардье       |
| Мишель Омон    | Бертран Брошар |
| Поль Ле Персон | Лозеран        |
| Дороти Жемма   | Мари           |
| Патрик Флёрем  | Бертье         |
| Морис Баррье   | Берри          |
| Робер Дальбан  | старый тренер  |
| Корин Маршан   | мадам Сивардье |

## Награды
| Награда | Категория                           | Лауреаты и номинанты | Результат |
| ------- | ----------------------------------- | -------------------- | --------- |
| «Сезар» | «Лучшая мужская роль второго плана» | Жан Буиз             | Победа    |